# Bindlach
Bindlach è un comune tedesco di 7 197 abitanti, situato nel land della Baviera.

## Economia
A Bindlach ha sede la catena di negozi di abbigliamento NKD.